# Langdysse von Ormstrup

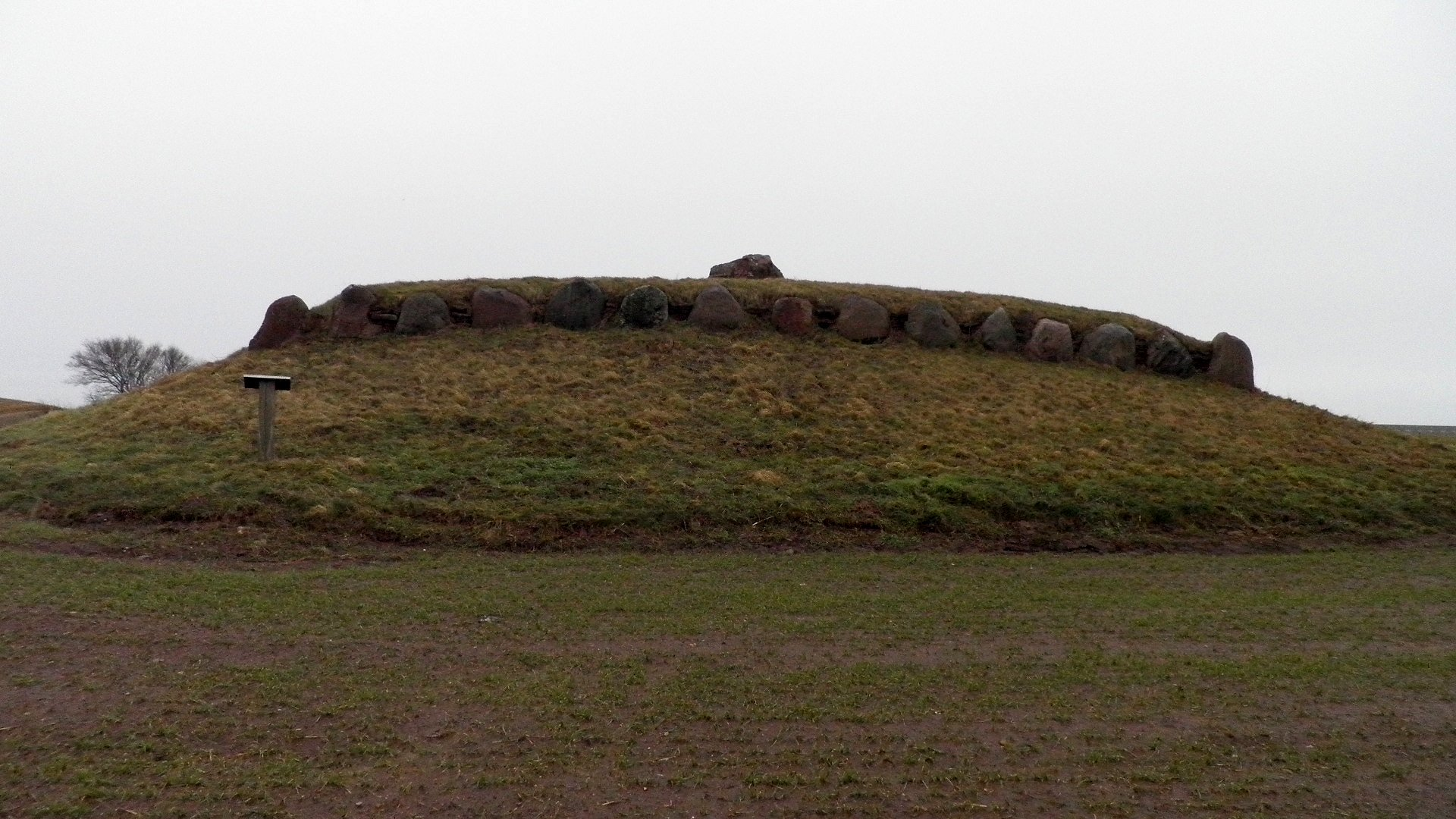
Langdolmen von Ormstrup

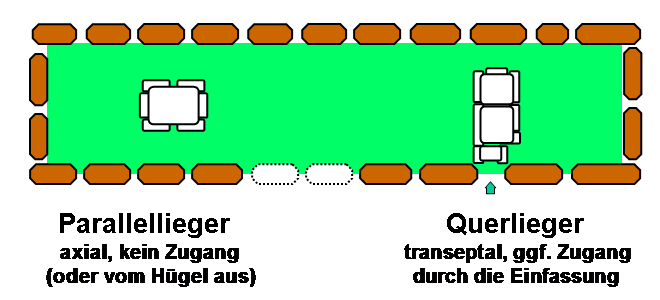
Parallel- und Querlieger

Der Langdysse von Ormstrup (auch Tryggelev Mark genannt) auf der dänischen Insel Langeland. Der Dolmen im Hünenbett (dänisch Langdysse) stammt aus der Jungsteinzeit etwa 3500–2800 v. Chr. und ist eine Megalithanlage der Trichterbecherkultur (TBK).

## Beschreibung
Ormstrup ist eine 1957 modellhaft, restaurierte Megalithanlage. Der ungewöhnlich hohe Hügel ist mit Randsteinen eingefasst. Eine Kammer liegt mittig und im rechten Winkel (Querlieger). Das Hünenbett ist etwa 20,0 m lang und 7,5 m breit. Die Kammer ist 2,2 Meter lang und 1,2 Meter breit. Der Hügel ist fast Ost-West orientiert, während die Kammer Nord-Süd orientiert ist. Während der Ausgrabung wurde Bernstein, Feuerstein, Knochen und Tonscherben aus der mittleren Jungsteinzeit entdeckt, zusammen mit einer spätbronzezeitlichen Urne, die man im Hügel platziert hatte.
Etwa 600 m entfernt liegt der Runddysse von Ormstrup, etwas weiter und westlich liegt das Ganggrab von Ormstrup.